# Yūki Kashiwagi
Yuki Kashiwagi (柏木 由紀 Kashiwagi Yuki?,  Kagoshima, Japón, 15 de julio de 1991) es una idol, cantante y actriz japonesa. Es conocida por ser miembro del grupo femenino AKB48, donde forma parte del Equipo B, y NGT48 (como miembro del Equipo NIII), así como también exmiembro de NMB48. Kashiwagi audicionó para AKB48 el 3 de diciembre de 2006 y fue la capitana del Equipo B antes de ser reemplazada por Ayaka Umeda. Entre 2010 y 2015, también fue miembro de la subunidad French Kiss junto a Aki Takajō y Asuka Kuramochi.
En las elecciones generales anuales de AKB48, Kashiwagi siempre ha estado entre los miembros más populares. Se posicionó en el noveno puesto en 2009, octavo en 2010, tercero en 2011 y 2012, cuarto en 2013, tercero en 2014, segundo en 2015 y quinto en 2016. Su actual agencia es Watanabe Productions. En 2012, Kashiwagi fundó su propia agencia, YukiRing.

## Carrera

### Inicios
En octubre de 2005, Kashiwagi aplicó para la primera audición de AKB48 y calificó en las rondas finales. Sin embargo, el día de la entrevista final su padre se opuso a la idea y en consecuente no pudo viajar a Tokio. En julio de 2006, audicionó en la Happy 8 Period Audition de Morning Musume y fue una de las veinticinco candidatas que avanzaron al examen preliminar de entre 6883 participantes, pero no fue seleccionada. El 3 de diciembre del mismo año, se unió a AKB48 y debutó como miembro del Equipo B durante el concierto AKB48 1st Anniversary Live - Seizoroi da ze! AKB!.  Antes de su debut teatral, Kashiwagi formó parte de la gira KB48 Haru no Chotto Dake Zenkoku Tour – Madamada da ze 48 y ocupó el puesto de Yūko Ōshima el 17 de marzo en el Aichi Welfare Pension Hall y el 18 de marzo en el Fukuoka International Conference Hall.

### AKB48, NMB48 y NGT48

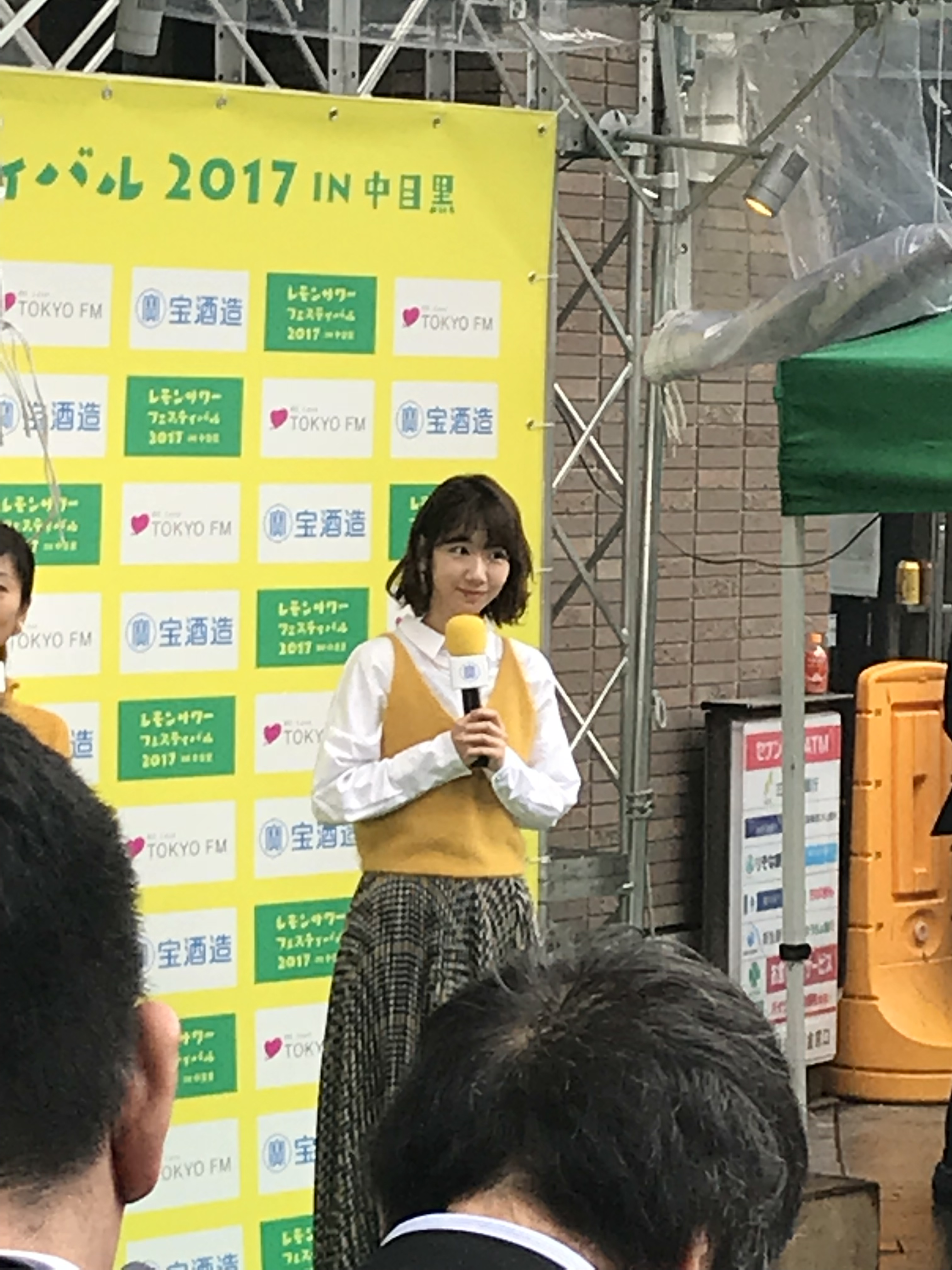
Kashiwagi en octubre de 2017.

Kashiwagi debutó en el teatro de AKB48 el 4 de abril de 2007. El 25 de marzo de 2009, se unió a Watanabe Productions. El 25 de abril de ese año, se convirtió en la chica del ponóstico en Hiruobi de Tokyo Broadcasting System. Kashiwagi se posicionó en el noveno lugar durante las elecciones del sencillo Iiwake Maybe, y fue nombrada capitana del Equipo B el 23 de agosto de 2009. Su primer álbum de fotos en solitario, Ijō, Kashiwagi Yuki Deshita, fue lanzado el 20 de septiembre de 2009. En 2010, se anunció que formaría parte de una nueva subunidad llamada "French Kiss" junto a Aki Takajō y Asuka Kuramochi. French Kiss debutó con el sencillo Zutto Mae Kara, el cual alcanzó el puesto número cinco en las listas de Oricon. Durante la tercera elección general de AKB48 en 2011, Kashiwagi ocupó el tercer lugar, justo por detrás de Yūko Ōshima y Atsuko Maeda.
El 24 de agosto de 2012, Kashiwagi fue reemplazada por Ayaka Umeda como capitana del Equipo B durante la reforma de los equipos en un concierto celebrado en el Tokyo Dome. El 6 de febrero de 2013, Kashiwagi debutó en solitario en su sello personal, "YukiRing", con el sencillo Shortcake. En las elecciones generales de 2013, Kashiwagi ocupó el cuarto lugar con un total de 96.905 votos. Más tarde, lanzó su segundo sencillo en solitario, Birthday Wedding, el 16 de octubre de 2013. El 24 de febrero de 2014, Kashiwagi se convirtió en miembro del Equipo N de NMB48 a la par que permanecía en el Equipo B de AKB48. Realizó su primera aparición como miembro de NMB48 el 5 de abril durante el concierto del grupo en el Saitama Super Arena. Su debut en el teatro de NMB48 tuvo lugar el 30 de abril. En las elecciones generales de 2014, Kashiwagi ocupó el tercer lugar con un total de 104.364 votos.
En 2015, Kashiwagi recibió su primer puesto en el centro en el sencillo número 39 del grupo, Green Flash, desde su debut en 2006. Ocupó dicha posición con Haruna Kojima. El 26 de marzo de 2015, se anunció que dejaría NMB48 y en su lugar mantendría una posición concurrente en el nuevo grupo, NGT48. En las elecciones generales de 2015, se posicionó en el puesto número dos.

## Filmografía

### Dramas
- Majisuka Gakuen (2010) como Black
- Sakura kara no Tegami (2011) como Yuki Kashiwagi
- Majisuka Gakuen 2 (2011) como Black
- Hanazakari no Kimitachi e (2011) como Juri Kishinosato
- Mielino Kashiwagi (2013) – Yuki Kashiwagi
- So long! (2013) como Midori Goto
- Fukuoka Renai Hakusho 8 – Megu to Ai-kun (2013) como Sae Inoue
- Galileo (2013) como Chihiro Ejima
- Fortune Cookies (2013)
- Yorozu Uranaidokoro Onmyoya e Yokoso (2013) como Tamaki Ayukawa
- Kurofuku Monogatari (2014) como Miki
- Majisuka Gakuen 5 (2015) como Black (ep.2)
- AKB Horror Night: Adrenline's Night como Sana
- AKB Love Night: Love Factory Ep.1 - First Time in the Morning (2016) como Miki Kirimoto
- Kyabasuka Gakuen (2016) como Kashiwagi (Anago) (ep.4 y 5)
- Segodon (2018) como Sono Saigō

### Show de variedades
- AKB 1ji59fun! (2008)
- AKB 0ji59fun! (2008)
- AKBingo! (2008-presente)
- Hiruobi! (2009-presente)
- AKB48 Nemousu TV (2009-presente)
- Ariyoshi AKB Kyowakoku (apariciones irregulares)
- AKB48 SHOW! (2013-presente)
- 'AKB Shirabe (2014-2015)

### Anime
- Tales of the Abyss (octubre de 2008 – marzo de 2009, MBS)
- Sket Dance (abril de 2011 – marzo de 2012, TV Tokyo)

### Musicales
- ∞・Infinity (2009) – como Maria Takashima

### Radio
- AKB48 Ashita Made Mou Chotto (28 de abril de 2008 – presente, Nippon Cultural Broadcasting)
- ON8 (20 de abril de 2009 – presente, bayfm)
- Holiday Special bayfm meets AKB48 3rd Stage ~Real~ (15 de septiembre de 2008, bayfm)
- AKB48 Konya wa Kaeranai (29 de noviembre de 2008 – presente, Chubu-Nippon Broadcasting)
- Kashiwagi Yuki no YUKIRIN TIME (2012-presente)
- AKB48 no All Night Nippon (apariciones irregulares)
- Listen? ~Live 4 Life~ (apariciones irregulares)
- ON8+1 (apariciones irregulares)

### Revistas
- Weekly Young Jump, desde 2010[19]

### Photobooks
- Ijō, Kashiwagi Yuki Deshita (28 de septiembre de 2009, Tokyo News Service)[20]
- Yu, Yu, Yukirin... (19 de abril de 2012, Shueisha)[21]